# 양-밀스 질량 간극 가설
수리물리학과 양자색역학에서 양-밀스 이론의 존재성과 질량 간극 가설(영어: Yang–Mills existence and mass gap)은 미해결 문제로서, 클레이 수학연구소가 지정한 7개의 밀레니엄 수학 문제 중 하나이다.
2000년, 미국의 클레이 수학 연구소는 밀레니엄 현상 문제의 하나로서 이 문제에 100만 달러의 상금을 내걸었다. 이는 공식 문서에서 다음과 같이 설명되었다.
| “ | Yang–Mills Existence and Mass Gap. Prove that for any compact simple gauge group G, a non-trivial quantum Yang–Mills theory exists on {\displaystyle \mathbb {R} ^{4}} and has a mass gap Δ > 0. Existence includes establishing axiomatic properties at least as strong as those cited in [45, 35]. 양-밀스 이론의 존재와 질량 간극. 임의의 콤팩트하고, 단순한 게이지군 G에 대해서, {\displaystyle \mathbb {R} ^{4}} 상의 자명하지 않은 양-밀스 이론이 존재하여, Δ > 0 의 질량 간극을 가짐을 증명하여라. 존재의 증명은 적어도 [45, 35]에 인용한 것만큼 강한 공리적 성질을 구성하는 것을 포함한다. | ” |

여기서,
- 양-밀스 이론은 입자 물리학의 표준 모형에 내재하는 (비 아벨) 양자장론
- {\displaystyle \mathbb {R} ^{4}}는 4차원 유클리드 공간
- 질량 간극 Δ 는 이론에서 예측되는 가장 가벼운 입자의 질량이다.

따라서, 수상자는 우선 양-밀스 이론이 존재함을 증명해야 하고 이는 현대 수리물리학에 사용되는 엄밀함을 만족해야 한다. 특히 공식 설명에서 제프와 위튼이 인용한 45와 35의 논문에 사용된 구성적 양자장 이론에 입각한 엄밀함이 필요하다. 그 후 수상자는 이론에 따라 예측된 장의 가장 가벼운 입자의 질량이 명백히 양수임을 보여야 한다. 예를 들어 G=SU(3) (양자 색역학)의 경우 수상자는 글루볼이 질량의 하한이 있어서 임의로 가벼울 수 없음을 증명해야 한다.

## 배경
| “ | [...] 지금까지 아무도 4차원 시공간 양자 게이지 이론의 완전한 수학적 예를 찾지 못하였을 뿐만 아니라 아무도 4차원 양자 게이지 이론의 자세한 정의를 찾지 못하였다. 21세기에는 상황이 바뀔것인가? 우리는 그렇게 되기를 바란다! | ” |
|   | — 아서 제프와 에드워드 위튼의 클레이 연구소 공식 문제 설명 중 |   |

4차원의 대부분의 알려진 그리고 자명하지 않은(상호작용하는) 양자장 이론은 컷오프 규모를 가지는 유효 이론이다. 그러한 대부분의 모델에서 베타 함수가 양수이기 때문에, 그들이 자명하지 않은 UV 고정점을 가지는지 아닌지가 명확하지 않은 채 대부분의 그런 모델은 란다우 극을 가진 것으로 보인다. 이것은 그러한 양자장 이론이 공리적 양자장 이론의 공리를 따르도록 모든 규모에서 잘 정의되면 그것은 아마 자명할(자유장 이론) 것임을 의미한다.
게이지 군이 아벨 군이 아니고, 쿼크를 포함하지 않는 양자 양 밀스 이론은 예외이다. 왜냐하면 이 이론을 대표하는 점근적 자유가 자명한 적외 고정점을 가짐을 의미하기 때문이다. 따라서 이는 가장 간단한 4차원에서의 자명하지 않은 구성적 양자장 이론이다. (양자 색역학은 쿼크를 수반하기 때문에 더욱 복잡한 이론이다.)
비 아벨 리 군에서 양자 양 밀스 이론은 색가둠이라 알려진 속성을 나타낸다는 것이 적어도 수리물리학이 아닌 이론 물리학의 엄밀함으로는 증명되어 있다.

## 4차원 퍼텐셜

아인슈타인의 방정식은 시공간 곡률이 물질-에너지 함량에 의해 생성된다는 것이다.

{\displaystyle \Delta \phi =f} 여기서 {\displaystyle \Delta }는 라플라스-벨트라미 연산자이며, 이는 {\displaystyle M}이 평탄할 때 라플라스 연산자와 같다.
{\displaystyle \Delta G_{n}(\mathbf {r} )=-\delta ^{(n)}(\mathbf {r} )} 여기서 {\displaystyle \delta ^{(n)}}는 {\displaystyle n}차원 디랙 델타 함수다.

가우스 법칙의 결과로 퍼텐셜 V의 음의 라플라시안은 4πkQ 곱하기 디랙 델타 함수와 같다.
{\displaystyle \Delta V(\mathbf {x} )=-4\pi kQ\delta (\mathbf {x} ).}
물질(또는 전하)의 보다 일반적인 분포는 포아송 방정식을 갖는 컨볼루션에 의해 얻어진다.
{\displaystyle \Delta V(\mathbf {x} )=-4\pi k\rho (\mathbf {x} )}
여기서 ρ는 분포 함수이다. 아인슈타인의 방정식은 시공간 곡률이 물질-에너지 함량에 의해 생성된다는 것이다. 상수 γ는 아인슈타인 방정식과 관련된 4차원 퍼텐셜에서도 유사한 역할을 한다.
{\displaystyle R_{\mu \nu }-{\frac {1}{2}}Rg_{\mu \nu }+\Lambda g_{\mu \nu }={\frac {8\pi G}{c^{4}}}T_{\mu \nu },}
여기서 Rμν is는 리치 곡률 텐서, R은 스칼라 곡률, gμν 는 미터법 텐서, Δ는 우주 상수, G는 뉴턴의 중력 상수, c는 진공에서의 빛의 속도, Tμν는 응력-에너지 텐서이다. 아인슈타인 방정식의 왼쪽은 계량 텐서의 라플라시안의 비선형 유사체이며, 다음과 같이 약한 장 한계에서 축소된다.
아인슈타인 방정식의 왼쪽은 계량 텐서의 라플라시안의 비선형 유사체이며, 다음과 같이 약한 장 한계에서 축소된다.8π

## 같이 보기
- 질량 간극
- 양자장 이론
- 표준 모형
- 양-밀스 이론

## 참고 문헌
- 아서 제프와 에드워드 위튼 "Quantum Yang-Mills theory." 공식 문제 설명.